# María Cano (película)
María Cano es una película biográfica colombiana de 1990 dirigida por Camila Loboguerrero y protagonizada por un elenco de reconocidos actores como María Eugenia Dávila, Frank Ramírez, Diego Vélez, Maguso, Germán Escallón, Jorge Herrera y Didier Fort. Está basada en la vida y obra de María Cano, primera mujer líder política en Colombia, activista por los derechos fundamentales civiles y los derechos de los trabajadores asalariados.

## Sinopsis
Colombia recibe la indemnización por Panamá y acepta el crédito externo para emprender obras de desarrollo, con lo que crece la cantidad de trabajadores, aunque con pobres salarios y pésimas condiciones laborales heredados desde la colonia. Allí surge María Cano, activista política que empieza su lucha por las condiciones de los trabajadores asalariados y por los derechos fundamentales de la población.

## Reparto
- María Eugenia Dávila
- Frank Ramírez
- Diego Vélez
- Maguso
- Germán Escallón
- Jorge Herrera
- Didier Fort